# Penisola dello Shandong
La penisola dello Shandong (in cinese 山東半島T, 山东半岛S, Shāndōng BàndǎoP) è una penisola della Cina orientale (provincia di Shandong) che si protende per 350 km in direzione nord-est, tra la baia di Bohai e il Mar Giallo, verso la penisola coreana. In realtà, è separata dalla terraferma dal 1282, in seguito alla costruzione del canale Jiaolai He, che collega due fiumi che scorrono a nord e a sud della penisola. Copre un'area di 35000 km².

## Geografia
Appartenenti alla stessa formazione geologica arcaica dei monti Changbai e delle colline del Liaodong in Manciuria, le colline dello Shandong, che ne sono il prolungamento, formano l'ossatura della penisola dello Shandong e del suo retroterra. Questa zona è divisa in due parti: una peninsulare ed una continentale, separate tra di loro da una larga pianura che ha reso possibile lo scavo di un canale che congiunge la baia di Jiaozhou con quella di Laizhou, rispettivamente al collo sud e nord della penisola. L'altitudine media delle colline è modesta, in media fra i 200 e i 500 m con un'elevazione massima nella penisola di 1132 m col Laoshan presso Tsingtao, e sul continente di 1532 m col monte Tai, una delle cinque montagne sacre della Cina, poco a sud della capitale provinciale di Jinan. Le colline dello Shandong sono state oggetto di radicale disboscamento e di forte erosione che solo il moderato pendio e la particolare compattezza delle rocce rendono meno dannosi. Caratteristica delle coste dello Shandong è di essere, come quelle del Liaodong, notevolmente frastagliate in contrasto con le coste basse e sabbiose che caratterizzano tutto il resto della regione.

## Economia
Lungo la costa vivono ombrine, pesci coltello, aringhe e gamberetti; le spiagge soggette alla marea, inondate periodicamente dall'acqua di mare, fungono da terreno fertile per i molluschi. Nelle piccole pianure vengono coltivati cereali, mentre a quote più elevate (nella parte meridionale della penisola) crescono mele, uva, pere e tè. La penisola è ricca di giacimenti di minerali di ferro, magnesite e oro.
La costa rocciosa e frastagliata ospita alcuni dei porti più belli della Cina. Nella parte sud-orientale della penisola si trova Tsingtao, il principale porto e centro industriale (prodotti elettronici, medicinali, raffinazione del petrolio, ingegneria meccanica). Le imprese di Yantai, situata nel nord-est della penisola, sono specializzate in vari settori, tra cui la produzione di tessuti, l'industria alimentare, l'ingegneria meccanica e la produzione di attrezzature edili ed elettroniche.